# Санмихају Герман
Санмихају Герман (рум. Sânmihaiu German) насеље је у Румунији у округу Тимиш у општини Санмихају Роман. Oпштина се налази на надморској висини од 82 m.

## Историја
По "Румунској енциклопедији" место спада међу прве колоније Немаца у Банату. Основано је после ослобођења Баната од Турака 1717. године. Ту је некад било насеље "Силах". Други талас колонизације одвијао се 1808. године. Село има немачки етнички карактер.

## Становништво
Према подацима из 2013. године у насељу је живело 658 становника.

### Попис2002.
| Расподела становништва по националности 2002.‍ | Расподела становништва по националности 2002.‍ | Расподела становништва по националности 2002.‍ | Расподела становништва по националности 2002.‍ | Расподела становништва по националности 2002.‍ |
| --------------------------------------------- | --------------------------------------------- | --------------------------------------------- | --------------------------------------------- | --------------------------------------------- |
|                                               |                                               |                                               |                                               |                                               |
| Румуни                                        | Румуни                                        |                                               | 663                                           | 91,3%                                         |
| Мађари                                        | Мађари                                        |                                               | 14                                            | 1,9%                                          |
| Немци                                         | Немци                                         |                                               | 49                                            | 6,7%                                          |